# Zajadek domowy
Zajadek domowy (Reduvius personatus) – gatunek owada z rzędu pluskwiaków.
Jest to owad o długości 16-19 mm, o ciemnobrunatnym lub czarnym ciele pokrytym włoskami. Owad nocny, żywiący się owadami i pająkami. Zajadek domowy jest owadem synantropijnym, zamieszkującym domy mieszkalne.